# Servaas Schoone
Servaas Schoone (Alkmaar, 19 oktober 1950 - 11 maart 2001) was een Nederlands beeldend kunstenaar. Hij werd internationaal bekend met zijn kunstbedrijf Int. Vishandel Servaas & Zn. Holland.

## Leven en werk
Servaas was kunsthistoricus en kunstonderzoeker maar was als beeldend kunstenaar autodidact. Hij werkte in Amsterdam en Hoorn en maakte installatie- en videokunst. Hij richtte een band op en had een optreden in Concertgebouw in Amsterdam.
In 1986 was hij de oprichter van Int. Fi$h-handel SERVAAS & Zn. Holland; een kunstonderneming waarbinnen hij verschillende aan vis gerelateerde producten op de markt bracht zoals multiples bestaande uit ingeblikte vislucht. Hij maakte installaties met titels als: Are you afraid of video?, The Fellini Machine, Pfft en Fish from Holland. Zijn werk werd besproken in verschillende radio- en tv-uitzendingen.
In 1987 nam hij deel aan de documenta in Kassel. In 1990 nam hij deel aan de expositie For Real Now die plaatsvond op verschillende locaties in Hoorn. In het internationale gezelschap van exposanten waren ook Guillaume Bijl uit België en Ingold Airlines uit Zwitserland.
In 1991 haalde Frans Haks (directeur van het Groninger Museum) in een interview zijn werk aan en benoemde het als business art. Dit legde Haks uit als kunst "waarbij het doen van zaken en alles wat daar mee samenhangt tot het artistieke concept behoort"[...]"dus bedrijven en commerciële transacties als artistiek concept". In 1993 nam Servaas deel aan de tentoonstelling Business Art Business in het Groninger Museum.
Van 1988 tot 1996 gaf hij les aan ArtEZ Arnhem en leidde daar zijn studenten op tot ondernemend denkende kunstenaars. Hij was initiatiefnemer van het BAS-project waarbinnen kunstenaars stage liepen bij bedrijven. Zijn maatschappelijke betrokkenheid kwam verder tot uitdrukking in zijn instelling van de Milieukunstprijs in 1996 en het nieuw Positief Initiatief (nPI) in 1997.

## Werkbeschrijving
In zijn werk maakt hij onverbloemd een koppeling tussen kunst en commercie. Dit komt onder andere tot uiting in de typografie van het beeldmerk waarvan de letter 'f' soms ook wordt afgedrukt als het ƒ-teken van de Nederlandse gulden. De galeries en musea die zijn werk presenteren noemt hij 'filialen'.
Hij gebruikte bij voorkeur oranje als herkenningskleur.
Zo liet hij bijvoorbeeld in Amsterdam de Flevolijn rondrijden; geheel in oranje en voorzien het beeldmerk en advertenties van zijn vishandel. Een andere installatie was een oranje haringkar op een kunstbeurs een Keulen. Een zaal in het Stedelijk Museum werd met opgestapelde waren ingericht als een visgroothandel compleet met grote reclameborden aan de muren van de buitenzijde.

## Tentoonstellingen (selectie)
1985
- Stedelijk Museum, Amsterdam
- Kölnischer Kunstverein, Keulen
- Fine Art Museum, Fukui, Japan

1986
- Museum Folkwang, Essen, Duitsland
- Western Front, Vancouver

1987
- Torch Gallery, Amsterdam
- documenta, Kassel
- 750 Jahr Berlin, Berlijn
- Schirn Kunsthalle, Frankfurt
- SCAN, in Spiral, Tokyo
- Palazzo dei Diamanti, Ferrara
- Los Angeles Contemporary Exhibitions (LACE), Los Angeles

1988
- Gemeente Museum Arnhem, Arnhem
- Kölnischer Kunstverein, Keulen Retrospectief Videosculpturen 1963-1988
- Neuer Berliner Kunstverein, Berlijn
- Museum Folkwang, Essen
- Stadtische Galerie, Saarbrücken

1990
- Museum Fodor, Amsterdam
- For Real Now, Hoorn
- Rheinisches Landesmuseum, Bonn Servaas. Snoeken
- Kasseler Kunstverein, Kassel

1991
- Stedelijk Museum, Amsterdam
- Museum het Pinsenhof, Delft
- Kunstverein, Hamburg

1992
- Museum van Bommel van Dam, Venlo
- Museum of Contemporary Art, Sydney
- Museum of Modern Art, Taipei, Taiwan
- Galleria d'Arte Contemporanea, Termoli
- P.P.O.W., Broadway, New York
- Double Dutch, Sala Uno, Rome
- Forum, Rome
- Imago, Porto, Siviglia, deelname met: I am Stuck Between The Millstones (1989)[6]
- La Verreina, Barcelona
- Kunsthalle, Düsseldorf

1993
- Groninger Museum, Groningen: Business Art Business[7]
- Hara Museum, Tokyo
- Galerie de la Tour, Brazilië
- Wassermann, Monaco, Keulen
- Luciano Inga Pin, Milaan
- Robert Bermann, Los Angeles

1995
- Art Cologne, Keulen
- Kindermuseum, Wenen

1997
- IMPACT, Utrecht
- Kunsthal, Rotterdam, Blueprints for a green future
- 'De keuze van Jan Linders', in De Boterhal - Kunstenaarsvereniging Hoorn & Omstreken - te Hoorn

2001
- Las Palmas, Rotterdam, Manifestatie The Art of survival[8]

2017
- Art Kitchen Gallery, Amsterdam, INT. ƒI$H-HANDEL SERVAAS & Zn.®